# Simat-Ištaran
Simat-Ištaran war eine Tochter des Königs Ur-Nammu, bei dem es sich um den ersten Herrscher der Ur-III-Zeit in Mesopotamien am Ende des dritten vorchristlichen Jahrtausends handelte. Simat-Ištaran ist vor allem aus Keilschrifttexten aus Garšana bekannt. Demnach war sie mit dem General und Arzt Ŝu-Kabta verheiratet. Diese Verbindung wird in den Texten nie ausdrücklich erwähnt, kann aber erschlossen werden. Die Heirat belegt, wie die Ur-III-Zeit Könige Familienmitglieder an verschiedene wichtige Personen im Reich verheirateten.  Nach dem Tod ihres Gatten erbte sie dessen Gut und bewirtschaftete es alleine weiter.